# Pseudocanthon jamaicensis
Pseudocanthon jamaicensis är en skalbaggsart som beskrevs av Matthews 1966. Pseudocanthon jamaicensis ingår i släktet Pseudocanthon och familjen bladhorningar. Utöver nominatformen finns också underarten P. j. viridescens.